# Адашев Олександр Іванович
Олекса́ндр Іва́нович Ада́шев (справжнє прізвище — Платонов; нар. 1871 — пом. 1934) — російський і радянський актор і театральний педагог.

## Життєпис
Театрального мистецтва навчався в Парижі, Відні, Мюнхені й Мілані.
Акторську діяльність розпочав 1890 року. Грав у Рибинську, Твері, Костромі та інших містах.
У 1898—1913 роки — актор Московського художнього театру.
Як театральний педагог 1906—1913 років опікувався приватними «Курсами драми Адашева», на яких зокрема викладали Леопольд Сулержицький, Річард Болеславський, Василь Качалов, Василь Лужський, Ніна Литовцева. Серед випускників курсів — Євген Вахтангов, Серафима Бірман, Володимир Готовцев, Марія Дурасова. Після того, як 1913 року курси були закриті і самого Адашева звинуватили в порушенні норм моралі, він покинув Москву..
1917 року в Одесі був очільником (спільно з Олександром Загаровим) Військово-народної спілки артистів-воїнів. В Одесі також працював у пересувному театрі ім. Т. Шевченка, займався педагогічною діяльністю — організував студію Адашева, випускники якої згодом склали основу одеського театру «Массодрам», певний час викладав в Одеській театральній студії, згодом Одеському українському театральному інституті імені Марка Кропивницького, що діяли 1919—1924 років.
1922—1927 років викладав у театральній школі при Другому Театрі Української Радянської Республіки імені Леніна.
1929 — керівник Київського польського театру.
1930—1931 — керівник створеної ним же Молдовської драматичної студії при Балтському молдовському театрі.

## Ролі
- «Пізня любов» О. М. Островського — Микола
- «Венеційський купець» Шекспіра — Бассаніо
- «Дванадцята ніч» Шекспіра — Орсіно
- «Лихо з розуму» О. С. Грибоєдова — Молчалін
- «На дні» М. Горького — Альошка
- «Ревізор» М. В. Гоголя — Земляніка
- «Живий труп» Л. М. Толстого — батько Маши
- «Синій птах» М. Метерлінка — Дідусь
- «Брати Карамазови» за Ф. М. Достоєвським — пан Муселович
- «Микола Ставрогін» за Ф. М. Достоєвським
- «Пер Ґюнт» Е. Ґріґа — фон-Еберкопф

## Вистави
- 1922 — «Цар Федір Іоанович» Олексія Толстого
- 1922 — «Юлій Цезар» Вільяма Шекспіра
- 1925 — «Два підлітки» П'єра Декурселя

## Праці
- Театральная хрестоматия / Александр Гер; С предисловием директора Курсов драмы в Москве (артиста Московского художественного театра) А. И. Адашева и директора Киевского театрального училища Н. А. Попова. — Киев: Изд-во И. И. Самоненко, 1913